# أليسيو ريكاردي
اليسو ريكاردي (مواليد 3 أبريل 2001) هو لاعب كرة قدم إيطالي يلعب في مركز الوسط في نادي بيسكارا على سبيل الإعارة.

## روابط خارجية
- اليسو ريكاردي على موقع الاتحاد الأوربي (الإنجليزية)
- اليسو ريكاردي على موقع قاعدة بيانات كرة القدم.إي يو (الإنجليزية)
- اليسو ريكاردي على موقع Soccerway.com (الإنجليزية)